# Збірна Північної Македонії з хокею із шайбою
Збірна Македонії з хокею із шайбою  — національна чоловіча збірна команда Північної Македонії, яка представляє країну на міжнародних змаганнях з хокею. Функціонування команди забезпечується Македонською федерацією хокею. В офіційних турнірах участі не брала.

## Історія
Збірна Македонії провела свою першу гру 27 березня 2011 проти болгарського клубу «Червона зірка» (Софія). Македонці поступились 1:4. Найчастіше збірна Македонії продовжує грати у товариських матчах проти клубних команд Болгарії, Боснії і Герцеговини, Греції та Туреччини.